# 杨伟东 (艺术家)
杨伟东（1966年4月10日—），生于中国上海，是一位生活在北京的中国当代艺术家、艺术家、独立制片人。于2007一2017年拍摄纪录片《需要》。采访中国社会各行业领域的知识精英，例如：前中共领袖毛泽东的秘书李锐先生，前中共总书记赵紫阳的秘书鲍彤先生，历史学家杨继绳先生，经济学家茅于轼先生，哲学家徐友渔先生，荷兰郁金香人权奖和美国妇女勇气奖得主倪玉兰律师，导演贾樟柯等等。十年采访共计530人。
```
        2011年一2014年在香港出版访谈录《立此存照一500位中国人的心灵记录》第一、二、三、四卷。
        2007年至2017年十年间，四次被限制出境，31次被传唤。2015年7月17日被中国北京市公安局东城区分局以“寻衅滋事罪”刑事拘留，8月24日逮捕，11月6日取保候审。
        2016年11月6日我被解除取保候审后，于2017年6月8日去德国给母亲治病的理由，被迫流亡德国。6月19日向德国政府申请政治庇护，同年11月15日德国政府批准我政治庇护的申请。
```

## 作品和活动
2011年在香港出版书籍《立此存照-500位中国人的心灵记录》第一卷（上下两册），此书为其历时5年尚未完成拍摄的大型纪录片《需要--》(英文名：Signal)的部分受访者的访谈录。
杨伟东于2008年开始透过影像方式，记录中国500位政治敏感人物，包括异见人士。

## 被边控
2012年4月，他赴美拟参加一个学术活动。此前他透露，打算向国际奥委会主席罗格（Jacques Rogge）和世界反兴奋剂机构反映他的母亲、前中国国家体操队队医薛荫娴（曾被国家体委体委安排为李宁、娄云等奥运冠军的指定运动医生），因抵制官方在运动员身上使用兴奋剂而遭受迫害的故事。杨说，他的母亲手头有一套长达几十年工作日志，记载了中国在运动员身上使用兴奋剂的证据。他要把这套日记捐赠给位于瑞士的国际奥林匹克博物馆，让全球体育界了解，中国体育界曾经发生过的大丑闻，至今仍被掩盖。
北京时间2012年4月18日欲从首都机场出境时，遭大陆公安禁止离境。

## 家族
- 母亲：薛荫娴，前中国国家体操队队医，曾被国家体委体委安排为李宁、娄云等奥运冠军的指定运动医生。
- 杨伟东自称是中华人民共和国副主席李源潮的表弟。